# Danh sách tiểu hành tinh: 6201–6300
| Tên                  | Tên đầu tiên | Ngày phát hiện       | Nơi phát hiện          | Người phát hiện                                        |
| -------------------- | ------------ | -------------------- | ---------------------- | ------------------------------------------------------ |
| 6201 Ichiroshimizu   | 1993 HY      | 16 tháng 4 năm 1993  | Kitami                 | K. Endate, K. Watanabe                                 |
| 6202 Georgemiley     | 3332 T-1     | 26 tháng 3 năm 1971  | Palomar                | C. J. van Houten, I. van Houten-Groeneveld, T. Gehrels |
| 6203 Lyubamoroz      | 1981 EC23    | 3 tháng 3 năm 1981   | Siding Spring          | S. J. Bus                                              |
| 6204 MacKenzie       | 1981 JB3     | 6 tháng 5 năm 1981   | Palomar                | C. S. Shoemaker                                        |
| 6205 Menottigalli    | 1983 OD      | 17 tháng 7 năm 1983  | Anderson Mesa          | E. Bowell                                              |
| 6206 Corradolamberti | 1985 TB1     | 15 tháng 10 năm 1985 | Anderson Mesa          | E. Bowell                                              |
| 6207 Bourvil         | 1988 BV      | 24 tháng 1 năm 1988  | Kushiro                | S. Ueda, H. Kaneda                                     |
| 6208 Wakata          | 1988 XT      | 3 tháng 12 năm 1988  | Kitami                 | K. Endate, K. Watanabe                                 |
| 6209 Schwaben        | 1990 TF4     | 12 tháng 10 năm 1990 | Tautenburg Observatory | F. Börngen, L. D. Schmadel                             |
| 6210 Hyunseop        | 1991 AX1     | 14 tháng 1 năm 1991  | Kushiro                | M. Matsuyama, K. Watanabe                              |
| 6211 Tsubame         | 1991 DO      | 19 tháng 2 năm 1991  | Karasuyama             | S. Inoda, T. Urata                                     |
| 6212                 | 1993 MS1     | 23 tháng 6 năm 1993  | Palomar                | M. Nassir                                              |
| 6213 Zwiers          | 2196 P-L     | 24 tháng 9 năm 1960  | Palomar                | C. J. van Houten, I. van Houten-Groeneveld, T. Gehrels |
| 6214 Mikhailgrinev   | 1971 SN2     | 16 tháng 9 năm 1971  | Nauchnij               | T. M. Smirnova                                         |
| 6215                 | 1973 EK      | 7 tháng 3 năm 1973   | Hamburg-Bergedorf      | L. Kohoutek                                            |
| 6216 San Jose        | 1975 SJ      | 30 tháng 9 năm 1975  | Palomar                | S. J. Bus                                              |
| 6217                 | 1975 XH      | 1 tháng 12 năm 1975  | Cerro El Roble         | C. Torres, S. Barros                                   |
| 6218 Mizushima       | 1977 EG7     | 12 tháng 3 năm 1977  | Kiso                   | H. Kosai, K. Hurukawa                                  |
| 6219 Demalia         | 1978 PX2     | 8 tháng 8 năm 1978   | Nauchnij               | N. S. Chernykh                                         |
| 6220 Stepanmakarov   | 1978 SN7     | 16 tháng 9 năm 1978  | Nauchnij               | L. V. Zhuravleva                                       |
| 6221 Ducentesima     | 1980 GO      | 13 tháng 4 năm 1980  | Kleť                   | A. Mrkos                                               |
| 6222                 | 1980 PB3     | 8 tháng 8 năm 1980   | Siding Spring          | Royal Observatory Edinburgh                            |
| 6223 Dahl            | 1980 RD1     | 3 tháng 9 năm 1980   | Kleť                   | A. Mrkos                                               |
| 6224 El Goresy       | 1981 EK8     | 1 tháng 3 năm 1981   | Siding Spring          | S. J. Bus                                              |
| 6225 Hiroko          | 1981 EK12    | 1 tháng 3 năm 1981   | Siding Spring          | S. J. Bus                                              |
| 6226 Paulwarren      | 1981 EY18    | 2 tháng 3 năm 1981   | Siding Spring          | S. J. Bus                                              |
| 6227 Alanrubin       | 1981 EQ42    | 2 tháng 3 năm 1981   | Siding Spring          | S. J. Bus                                              |
| 6228 Yonezawa        | 1982 BA      | 17 tháng 1 năm 1982  | Tōkai                  | T. Furuta                                              |
| 6229 Tursachan       | 1983 VN7     | 4 tháng 11 năm 1983  | Anderson Mesa          | B. A. Skiff                                            |
| 6230                 | 1984 SG1     | 27 tháng 9 năm 1984  | Kleť                   | Z. Vávrová                                             |
| 6231 Hundertwasser   | 1985 FH      | 20 tháng 3 năm 1985  | Kleť                   | A. Mrkos                                               |
| 6232 Zubitskia       | 1985 SJ3     | 19 tháng 9 năm 1985  | Nauchnij               | N. S. Chernykh, L. I. Chernykh                         |
| 6233 Kimura          | 1986 CG      | 8 tháng 2 năm 1986   | Karasuyama             | S. Inoda, T. Urata                                     |
| 6234 Sheilawolfman   | 1986 SF      | 30 tháng 9 năm 1986  | Kleť                   | Z. Vávrová                                             |
| 6235 Burney          | 1987 VB      | 14 tháng 11 năm 1987 | Kushiro                | S. Ueda, H. Kaneda                                     |
| 6236 Mallard         | 1988 WF      | 29 tháng 11 năm 1988 | Oohira                 | Oohira                                                 |
| 6237 Chikushi        | 1989 CV      | 4 tháng 2 năm 1989   | Geisei                 | T. Seki                                                |
| 6238                 | 1989 NM      | 2 tháng 7 năm 1989   | Palomar                | E. F. Helin                                            |
| 6239 Minos           | 1989 QF      | 31 tháng 8 năm 1989  | Palomar                | C. S. Shoemaker, E. M. Shoemaker                       |
| 6240 Lucretius Carus | 1989 SL1     | 16 tháng 9 năm 1989  | La Silla               | E. W. Elst                                             |
| 6241 Galante         | 1989 TG      | 4 tháng 10 năm 1989  | Bologna                | Osservatorio San Vittore                               |
| 6242                 | 1990 OJ2     | 29 tháng 7 năm 1990  | Palomar                | H. E. Holt                                             |
| 6243 Yoder           | 1990 OT3     | 27 tháng 7 năm 1990  | Palomar                | H. E. Holt                                             |
| 6244 Okamoto         | 1990 QF      | 20 tháng 8 năm 1990  | Geisei                 | T. Seki                                                |
| 6245 Ikufumi         | 1990 SO4     | 27 tháng 9 năm 1990  | Oohira                 | T. Urata                                               |
| 6246 Komurotoru      | 1990 VX2     | 13 tháng 11 năm 1990 | Kitami                 | T. Fujii, K. Watanabe                                  |
| 6247 Amanogawa       | 1990 WY3     | 21 tháng 11 năm 1990 | Kitami                 | K. Endate, K. Watanabe                                 |
| 6248                 | 1991 BM2     | 17 tháng 1 năm 1991  | Kleť                   | Z. Vávrová                                             |
| 6249 Jennifer        | 1991 JF1     | 7 tháng 5 năm 1991   | Palomar                | E. F. Helin                                            |
| 6250                 | 1991 VX1     | 2 tháng 11 năm 1991  | Palomar                | E. F. Helin                                            |
| 6251 Setsuko         | 1992 DB      | 25 tháng 2 năm 1992  | Susono                 | M. Akiyama, T. Furuta                                  |
| 6252 Montevideo      | 1992 EV11    | 6 tháng 3 năm 1992   | La Silla               | UESAC                                                  |
| 6253                 | 1992 FJ      | 24 tháng 3 năm 1992  | Kushiro                | S. Ueda, H. Kaneda                                     |
| 6254                 | 1993 UM3     | 20 tháng 10 năm 1993 | Kushiro                | S. Ueda, H. Kaneda                                     |
| 6255 Kuma            | 1994 XT      | 5 tháng 12 năm 1994  | Kuma Kogen             | A. Nakamura                                            |
| 6256 Canova          | 4063 P-L     | 24 tháng 9 năm 1960  | Palomar                | C. J. van Houten, I. van Houten-Groeneveld, T. Gehrels |
| 6257 Thorvaldsen     | 4098 T-1     | 26 tháng 3 năm 1971  | Palomar                | C. J. van Houten, I. van Houten-Groeneveld, T. Gehrels |
| 6258 Rodin           | 3070 T-2     | 30 tháng 9 năm 1973  | Palomar                | C. J. van Houten, I. van Houten-Groeneveld, T. Gehrels |
| 6259 Maillol         | 3236 T-2     | 30 tháng 9 năm 1973  | Palomar                | C. J. van Houten, I. van Houten-Groeneveld, T. Gehrels |
| 6260 Kelsey          | 1949 PN      | 2 tháng 8 năm 1949   | Heidelberg             | K. Reinmuth                                            |
| 6261 Chione          | 1976 WC      | 30 tháng 11 năm 1976 | La Silla               | H.-E. Schuster                                         |
| 6262 Javid           | 1978 RZ      | 1 tháng 9 năm 1978   | Nauchnij               | N. S. Chernykh                                         |
| 6263                 | 1980 PX      | 6 tháng 8 năm 1980   | Kleť                   | Z. Vávrová                                             |
| 6264                 | 1980 SQ      | 29 tháng 9 năm 1980  | Kleť                   | Z. Vávrová                                             |
| 6265                 | 1985 TW3     | 11 tháng 10 năm 1985 | Palomar                | T. F. Fric, R. J. Gilbrech                             |
| 6266 Letzel          | 1986 TB3     | 4 tháng 10 năm 1986  | Kleť                   | A. Mrkos                                               |
| 6267 Rozhen          | 1987 SO9     | 20 tháng 9 năm 1987  | Smolyan                | E. W. Elst                                             |
| 6268 Versailles      | 1990 SS5     | 22 tháng 9 năm 1990  | La Silla               | E. W. Elst                                             |
| 6269 Kawasaki        | 1990 UJ      | 20 tháng 10 năm 1990 | Oohira                 | T. Urata                                               |
| 6270 Kabukuri        | 1991 BD      | 18 tháng 1 năm 1991  | Karasuyama             | S. Inoda, T. Urata                                     |
| 6271 Farmer          | 1991 NF      | 9 tháng 7 năm 1991   | Palomar                | E. F. Helin                                            |
| 6272                 | 1992 EB      | 2 tháng 3 năm 1992   | Kushiro                | S. Ueda, H. Kaneda                                     |
| 6273 Kiruna          | 1992 ER31    | 1 tháng 3 năm 1992   | La Silla               | UESAC                                                  |
| 6274 Taizaburo       | 1992 FV      | 23 tháng 3 năm 1992  | Kitami                 | K. Endate, K. Watanabe                                 |
| 6275 Kiryu           | 1993 VQ      | 14 tháng 11 năm 1993 | Oizumi                 | T. Kobayashi                                           |
| 6276 Kurohone        | 1994 AB      | 1 tháng 1 năm 1994   | Oizumi                 | T. Kobayashi                                           |
| 6277                 | 1949 QC1     | 24 tháng 8 năm 1949  | Flagstaff              | H. L. Giclas, R. D. Schaldach                          |
| 6278 Ametkhan        | 1971 TF      | 10 tháng 10 năm 1971 | Nauchnij               | B. A. Burnasheva                                       |
| 6279                 | 1977 UO5     | 18 tháng 10 năm 1977 | Palomar                | K. L. Faul                                             |
| 6280 Sicardy         | 1980 RJ      | 2 tháng 9 năm 1980   | Anderson Mesa          | E. Bowell                                              |
| 6281 Strnad          | 1980 SD      | 16 tháng 9 năm 1980  | Kleť                   | A. Mrkos                                               |
| 6282 Edwelda         | 1980 TS4     | 9 tháng 10 năm 1980  | Palomar                | C. S. Shoemaker                                        |
| 6283                 | 1980 VX1     | 6 tháng 11 năm 1980  | Nanking                | Purple Mountain Observatory                            |
| 6284 Borisivanov     | 1981 EM19    | 2 tháng 3 năm 1981   | Siding Spring          | S. J. Bus                                              |
| 6285 Ingram          | 1981 EA26    | 2 tháng 3 năm 1981   | Siding Spring          | S. J. Bus                                              |
| 6286                 | 1983 EU      | 10 tháng 3 năm 1983  | Anderson Mesa          | E. Barr                                                |
| 6287 Lenham          | 1984 AR      | 8 tháng 1 năm 1984   | Anderson Mesa          | E. Bowell                                              |
| 6288                 | 1984 ER1     | 2 tháng 3 năm 1984   | La Silla               | H. Debehogne                                           |
| 6289                 | 1984 HP1     | 28 tháng 4 năm 1984  | La Silla               | W. Ferreri, V. Zappalà                                 |
| 6290                 | 1985 CA2     | 12 tháng 2 năm 1985  | La Silla               | H. Debehogne                                           |
| 6291 Renzetti        | 1985 TM1     | 15 tháng 10 năm 1985 | Anderson Mesa          | E. Bowell                                              |
| 6292                 | 1986 QQ2     | 28 tháng 8 năm 1986  | La Silla               | H. Debehogne                                           |
| 6293 Oberpfalz       | 1987 WV1     | 16 tháng 11 năm 1987 | Tautenburg Observatory | F. Börngen                                             |
| 6294 Czerny          | 1988 CX1     | 11 tháng 2 năm 1988  | La Silla               | E. W. Elst                                             |
| 6295 Schmoll         | 1988 CF3     | 11 tháng 2 năm 1988  | La Silla               | E. W. Elst                                             |
| 6296 Cleveland       | 1988 NC      | 12 tháng 7 năm 1988  | Palomar                | E. F. Helin                                            |
| 6297                 | 1988 VZ1     | 2 tháng 11 năm 1988  | Kushiro                | S. Ueda, H. Kaneda                                     |
| 6298                 | 1988 XC      | 1 tháng 12 năm 1988  | Chiyoda                | T. Kojima                                              |
| 6299 Reizoutoyoko    | 1988 XQ1     | 5 tháng 12 năm 1988  | Yorii                  | M. Arai, H. Mori                                       |
| 6300 Hosamu          | 1988 YB      | 30 tháng 12 năm 1988 | Okutama                | T. Hioki, N. Kawasato                                  |